# Mandahuaca jezik
Mandahuaca jezik (arihini, cunipusana, ihini, maldavaca, mandauaca, mandawaka, mitua, yavita; ISO 639-3: mht), sjevernoaravački jezik kojim govori 3000 Indijanaca u južnoj Venezueli (1975 Gaceta Indigenista) u blizini kolumbijske i brazilske granice. 
Na brazilskoj strani na gornjem Cauaborisu, pritoci Rio Negra, govorile su ga svega 3 osobe (1993 ALEM). Srodan je jeziku yabarana [yar]. [yar]

## Vanjske poveznice
- Ethnologue (14th)
- Ethnologue (15th)